# Invaze na Grenadu
Invaze na Grenadu, známá též pod kódovým označením Urgent Fury, byla vojenská akce provedená v roce 1983 společně vojenskými jednotkami Spojených států amerických a jednotkami pěti karibských států, které jsou zapojeny v Regionálním bezpečnostním systému (RSS). Intervence byla namířena proti marxistické vojenské diktatuře na ostrovním státě Grenada.
25. října byly v ranních hodinách na strategických místech ostrova z vrtulníků vysazeny americké jednotky zvláštního určení, které zajistily letištní plochy pro provedení dalších fází invaze a zahájily vyprošťovací operace. Během následujících hodin byly na ostrov vysazeny jednotky námořní pěchoty (Marines), které se podílely na obsazování ostrova a likvidaci ohnisek odporu tvořených grenadskou armádou a kubánskými dobrovolníky.
Cílů invaze, odstranění vojenské vlády, změny orientace země a vyproštění 800 amerických občanů a občanů dalších zemí, bylo dosaženo. Samotné provedení invaze bylo ale na mezinárodním poli vnímáno rozporuplně. Řada států vyjádřila k této akci své výhrady, a to včetně států, které jsou tradičními spojenci USA. Kritice byla invaze podrobena i v samotných Spojených státech amerických.

## Historické pozadí
V roce 1974 získala Grenada pod vedením sira Erica Gairyho nezávislost na Spojeném království. V roce 1976 proběhly na Grenadě všeobecné volby, které Gairy jako předseda Grenadské sjednocené strany práce (Grenada United Labor Party, GULP) vyhrál. Opozice ale jeho vítězství nepřijala, což se ve výbušném grenadském politickém prostředí transformovalo do občanských nepokojů provázených pouličním násilím mezi přívrženci vlády a jejich odpůrci z řad marxistického Nového hnutí spojeného úsilí o sociální péči, vzdělání a osvobození (New Joint Endeavor for Welfare, Education, and Liberation Movement, zkráceně New Jewel Movement, NJM, též akronym pro Hnutí Nový klenot).[zdroj?] 13. března 1976, v době, kdy byl Gairy v New Yorku na zasedání Organizace spojených národů, provedlo NJM pod vedením umírněného marxisty Maurice Bishopa převrat. Vzbouřencům se podařilo svrhnout vládu a moci se chopila tzv. lidová revoluční vláda. Ta pod Bishopovým vedením nastolila politiku sbližování s Kubou a Sovětským svazem.
Vláda podnítila i vznik grenadských ozbrojených složek, Lidové revoluční armády, LRA). Podle některých tvrzení svržení Bishopovy vlády CIA plánovala již začátkem roku 1983.
13. října 1983 došlo na Grenadě k dalšímu převratu; během vnitrostranických bojů se místopředseda vlády a hlava radikálně-marxistické frakce uvnitř NJM Bernard Coard chopil moci.[zdroj?] Bishop byl zatčen a umístěn do domácího vězení. Díky masovým projevům nespokojenosti obyvatelstva se Bishopovi podařilo z domácího vězení uprchnout a znovu stanout v čele vlády. Svými protivníky byl ale znovu zajat a spolu s těhotnou manželkou, čtyřmi ministry a šesti stoupenci 19. října popraven. Jejich těla nebyla nikdy nalezena. Téhož dne proběhl další převrat pod vedením gen. Hudsona Austina, který se stal hlavou nově ustavené vojenské vlády. V zemi byl vyhlášen zákaz vycházení, za jehož porušení hrozila smrt.
Organizace východokaribských států (OECS) za předsednictví Eugenie Charlesové, premiérky Dominikánské republiky a vlády Barbadosu a Jamajky požádaly USA o pomoc poté, co tuto organizaci požádal o intervenci i generální guvernér sir Paul Scoon. Podle tvrzení The New York Times byla žádost OECS vyvolána americkou vládou. Ta v té době již připravovala ozbrojenou akci proti pučistům na Grenadě. Hlavními důvody pro invazi měly být vražda Maurice Bishopa a vznik politicky nestabilní země v blízkosti amerických hranic. Existovaly také obavy ohledně možnosti zneužití 800 amerických studentů medicíny na soukromé Univerzitě Sv. Jiří na Grenadě jako rukojmí. Podle tisku dalším důvodem měla být snaha získat úspěšnou vojenskou akcí podporu americké veřejnosti pro vládu R. Reagana poškozenou krvavým útokem proti americkým jednotkám v Libanonu a smrtí 241 příslušníků námořní pěchoty.

### Otázka letiště v Point Salines

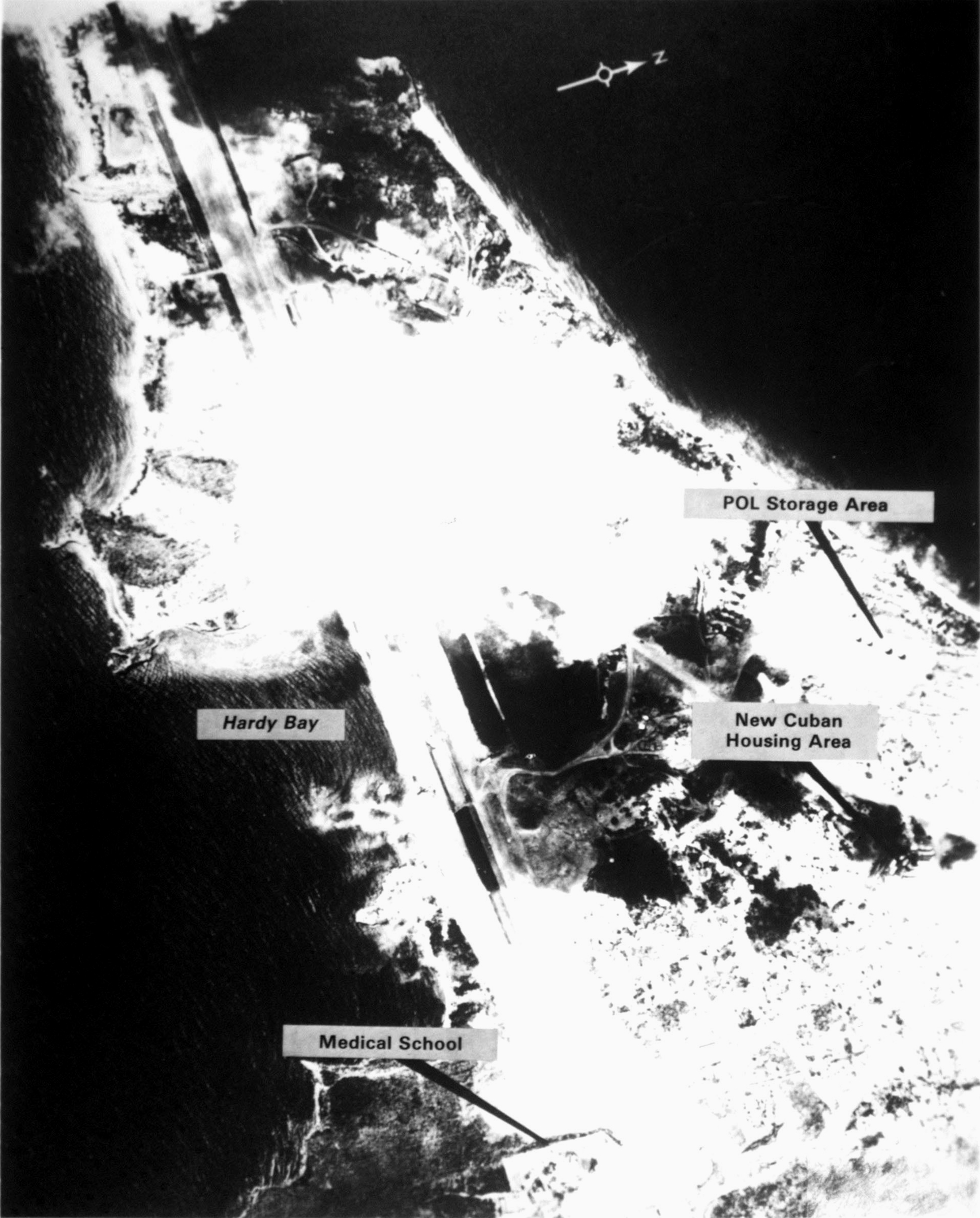
Satelitní snímek letiště Point Salines (1984)

Od roku 1979 budované velké mezinárodní letiště na jihu ostrova se pro USA stalou jednou ze záminek pro chystanou invazi, už jen proto, že se na jeho výstavbě podíleli i Kubánci. Samotná myšlenka na vybudování mezinárodního letiště vznikla již v roce 1954, v době, kdy Grenada byla britskou kolonií. Přípravy na jeho výstavbu podle kanadského návrhu zahájila ještě britská vláda. Grenadská vláda ve výstavbě pokračovala s mezinárodní pomocí (ze strany Kanady, Mexika, Venezuely, Alžírska a Libye); přičemž po Bishopově převratu byli ke stavbě přizváni také kubánští specialisté. Spojené státy ale trvaly na tvrzení, že se jedná o budoucí tranzitní základnu pro transport kubánských a sovětských zbraní pro povstalce v zemích Střední Ameriky. Tomu Bishopova vláda oponovala tím, že se jedná o civilní letiště, které má odlehčit přetíženému letišti na severu země a pomoci rozvoji cestovního ruchu. Ron Dellums, bývalý člen americké Sněmovny reprezentantů, který v roce 1982 Grenadu navštívil, prohlásil před kongresovým výborem, že letiště dle jeho názoru slouží pouze hospodářskému rozvoji země a není určeno pro vojenské účely; obvinění, že toto letiště představuje vojenskou hrozbu pro USA, prohlásil za absurdní. Tehdejší americký prezident Ronald Reagan však nesouhlasil a v březnu 1983 v americké televizi využil satelitních snímků letiště k varování před „sovětsko-kubánskou militarizací Karibiku“, protože prý 2 700 metrů dlouhá startovací dráha vybudovaná na grenadském letišti je pro komerční lety zbytečně dlouhá, nadto pro zemi, která nemá ani vlastní letectvo. Grenadská diplomacie se hájila poukazem na fakt, že letiště takové délky mají i jiné, dokonce ještě menší ostrovy (např. Aruba, Antigua nebo Curaçao), a že podle studie Světové banky Grenada potřebuje pro povzbuzení turismu letiště schopné pojmout velké tryskové dopravní letouny.
Podezírání a obviňování z americké strany neustávalo, nicméně rozhodujícím momentem pro zásah se stal až Austinův převrat. O 3 dny později (22. října) Fidel Castro veřejně vzkázal kubánským dělníkům na Grenadě, aby v případě americké invaze nic nepodnikali a do událostí nezasahovali. Navíc ve veřejném prohlášení odsoudil Bishopovu vraždu.

## Invaze

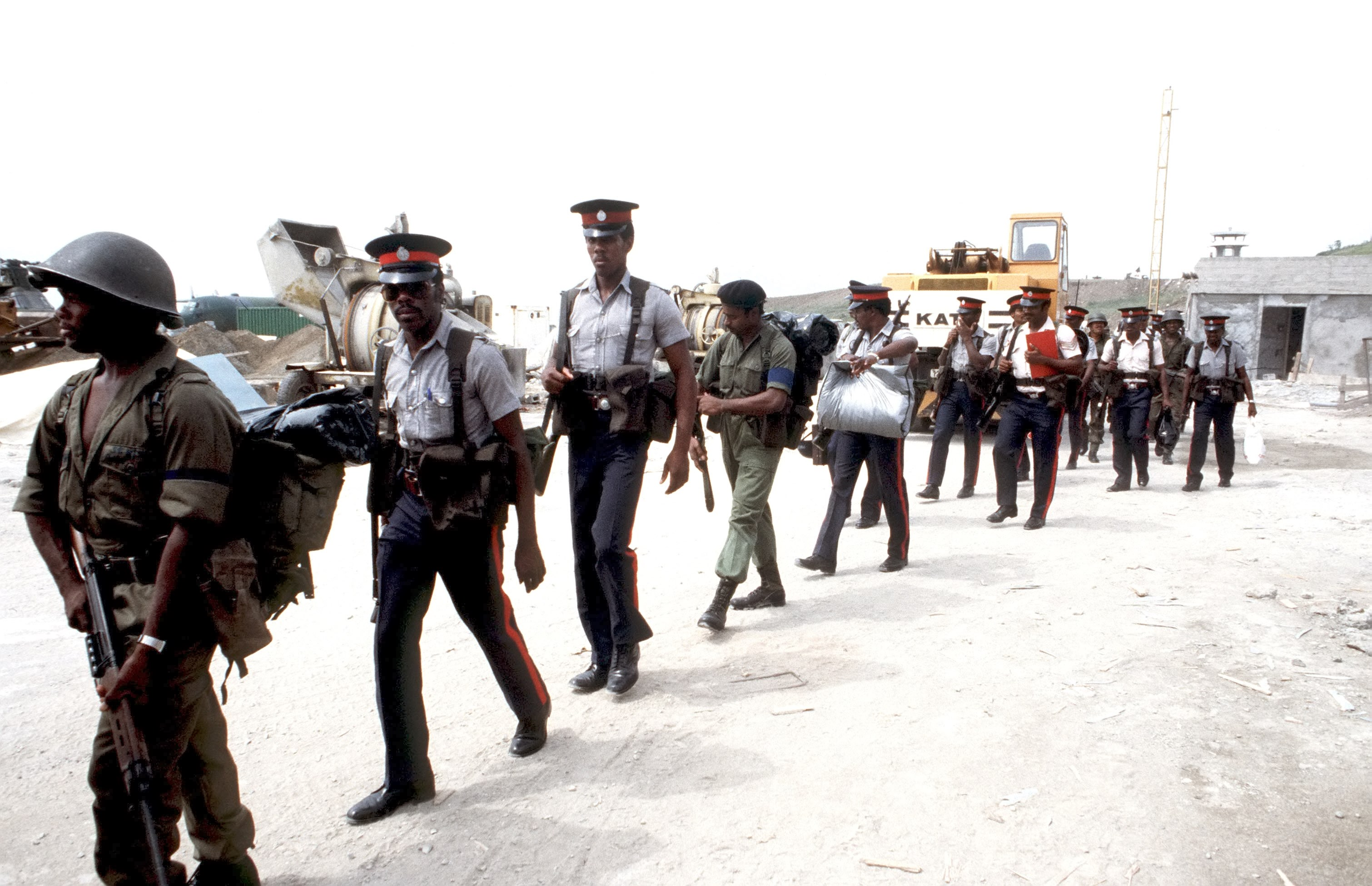
Spojenečtí vojáci ze zemí východního Karibiku

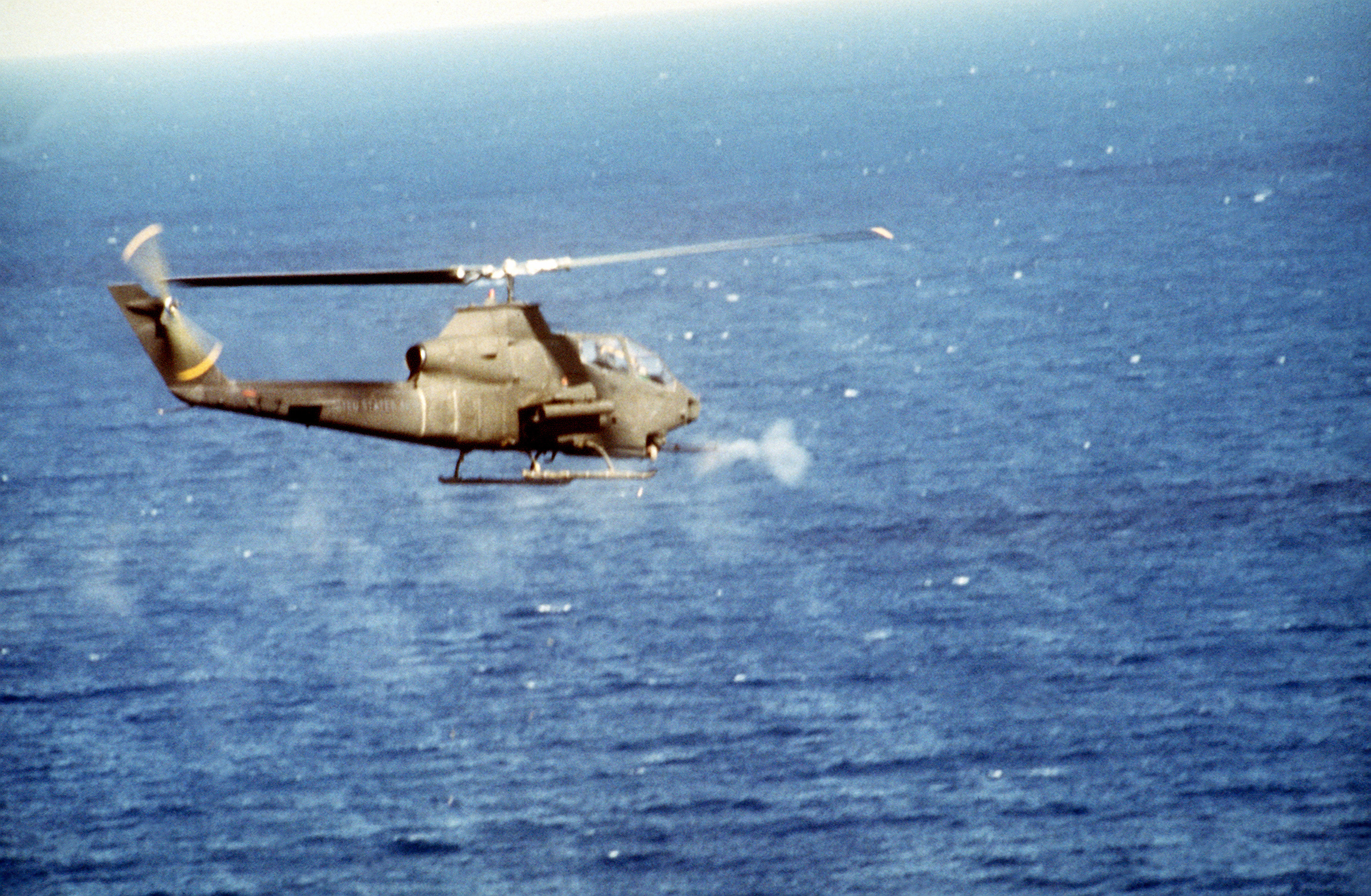
Americký bitevní vrtulník Bell AH-1S Cobra střílí z palubního kanónu

Samotná invaze na Grenadu začala 25. října 1983 v 5 hodin ráno místního času. Její zahájení bylo původně stanoveno na 2.00 ráno místního času. Na žádost velitele jednotek zvláštního určení byla posunuta na 4.00 ráno (důvodem bylo získání více času na průzkum míst, kde bude výsadek probíhat).
Operace Urgent Fury byla první velkou vojenskou operací USA zahájenou od vietnamské války.

### Plán invaze
První návrh na zásah na Grenadě vznikl 12. října, krátce po svržení vlády M. Bishopa.
Původní plán počítal pouze s vyproštěním 800 amerických studentů a dalších blíže nespecifikovaných osob. Tato akce, přestože měla být provedena americkou armádou by byla nebojovou evakuací (tzv. noncombatant). V dalších dnech již byla zvažována možnost bojové akce, neboť bylo nutné počítat i s odporem grenadských ozbrojených sil a Kubánců přítomných na Grenadě. V případě bojové akce bylo plánovačům doporučeno s ohledem na civilní obyvatelstvo minimalizovat nasazení těžké palebné síly, tj. letectva a dělostřelectva.
Zásadním problémem plánování celé operace se ukázala zastaralost zpravodajských informací. Plánovači měli jen mlhavé znalosti o síle grenadských ozbrojených sil a kubánského kontingentu na Grenadě a chyběly i letecké snímky grenadského pobřeží, což ztěžovalo výběr míst pro výsadky vojenských jednotek. Zpravodajským službám se pouze podařilo zjistit, že 6. října přistála na Grenadě kubánská loď, která na pevninu vysadila nezjištěný počet pracovníků a 13. října bylo zjištěno další kubánské plavidlo s nákladem zbraní, plující k neznámému cíli v karibské oblasti.
Souběžně s plánováním operace nadále probíhala diplomatická jednání se snahou evakuovat americké občany z Grenady prostřednictvím civilních letů. Americký ministr zahraničí George Schultz předložil dokument, ve kterém obhajoval nutnost provedení operace, neboť Spojené státy tak prokážou ochotu bojovat za své zájmy ve Střední Americe a Karibiku. DIA, zpravodajská služba ministerstva obrany USA zároveň prokázala, že Kuba ani Sovětský svaz nemají možnost do případného konfliktu zasáhnout.
K zásadní změně v plánování operace došlo 20. října, kdy byl původní cíl operace, totiž evakuace amerických občanů z Grenady, rozšířen o neutralizaci nepřátelských sil na Grenadě a politickou rekonstrukci systému. Americký Sbor náčelníků štábů zároveň podpořil překvalifikování operace z mírové (či humanitární) na operaci vojenskou. Téhož dne byl ve večerních hodinách vydán rozkaz, kterým začala být do Karibského moře přesouvána vybraná námořní uskupení (např. USS Independence) 22. října obdržely Spojené státy žádosti OECS a generálního guvernéra Grenady o vojenskou intervenci. Na základě těchto žádostí byla myšlenka na nebojovou humanitární akci definitivně opuštěna.
Samotná invaze byla naplánována jako přepadová akce, při které dojde ke zničení protivníka a obsazení ostrova jediným úderem. V počáteční fázi se vybíralo ze dvou variant; vzdušná výsadkové operace, během níž by byly na klíčových místech ostrova vysazeny oddíly Rangers z letadel a kombinace obojživelného a vzdušného výsadku, při kterém by se navíc námořní pěchota vylodila na pobřeží. Útok proti Grenadě byl podle některých tvrzení nacvičován během vojenského cvičení NATO Ocean Venture 81, což je ovšem málo pravděpodobné. Úkolem námořnictva bylo provést úplnou blokádu ostrova, neboť existovala obava, že se Kuba pokusí vyslat na Grenadu pučistům posily. Grenada samotná měla být obsazena obojživelnou invazí na východním pobřeží. Letiště Pearls a město Grenville měla obsadit námořní pěchota, jednotkám 1. praporu Rangers připadl úkol obsadit rozestavěné letiště Point Salinas a zajistit univerzitní koleje True Blue, kde byli zadržováni američtí studenti. Z důvodu nevhodného pobřežního terénu byla obojživelná operace změněna na výsadkovou. Obsazení hlavního města Saint George's a osvobození britského generálního guvernéra Scoona připadlo jednotkám zvláštního určení. Ty měly dále zajistit rozhlas, základnu Fort Frederick, čtvrť Fort Rupert a věznici Richmond Hill. V dalších dnech mělo dojít k obsazení zbytku ostrova.
Velením celé operace byl pověřen velitel druhé flotily viceadmirál Joseph Metcalf, jeho poradcem pro pozemní operace (a později prvním zástupcem) byl jmenován Norman Schwarzkopf, vlajkovou lodí byla určena vrtulníková výsadková loď USS Guam (LPH-9). Důstojníci námořnictva se o cílech operace dozvěděli až 40 hodin před jejím zahájením. Operace se zúčastnily námořní síly USA a jednotky zvláštního určení. Nasazeno bylo celkem 7 000 příslušníků amerických ozbrojených sil a 300 vojáků ze zemí východního Karibiku. Proti nim stálo 1 200–1 500 grenadských vojáků z PLA a asi 700 až 800 Kubánců.

### Průběh invaze

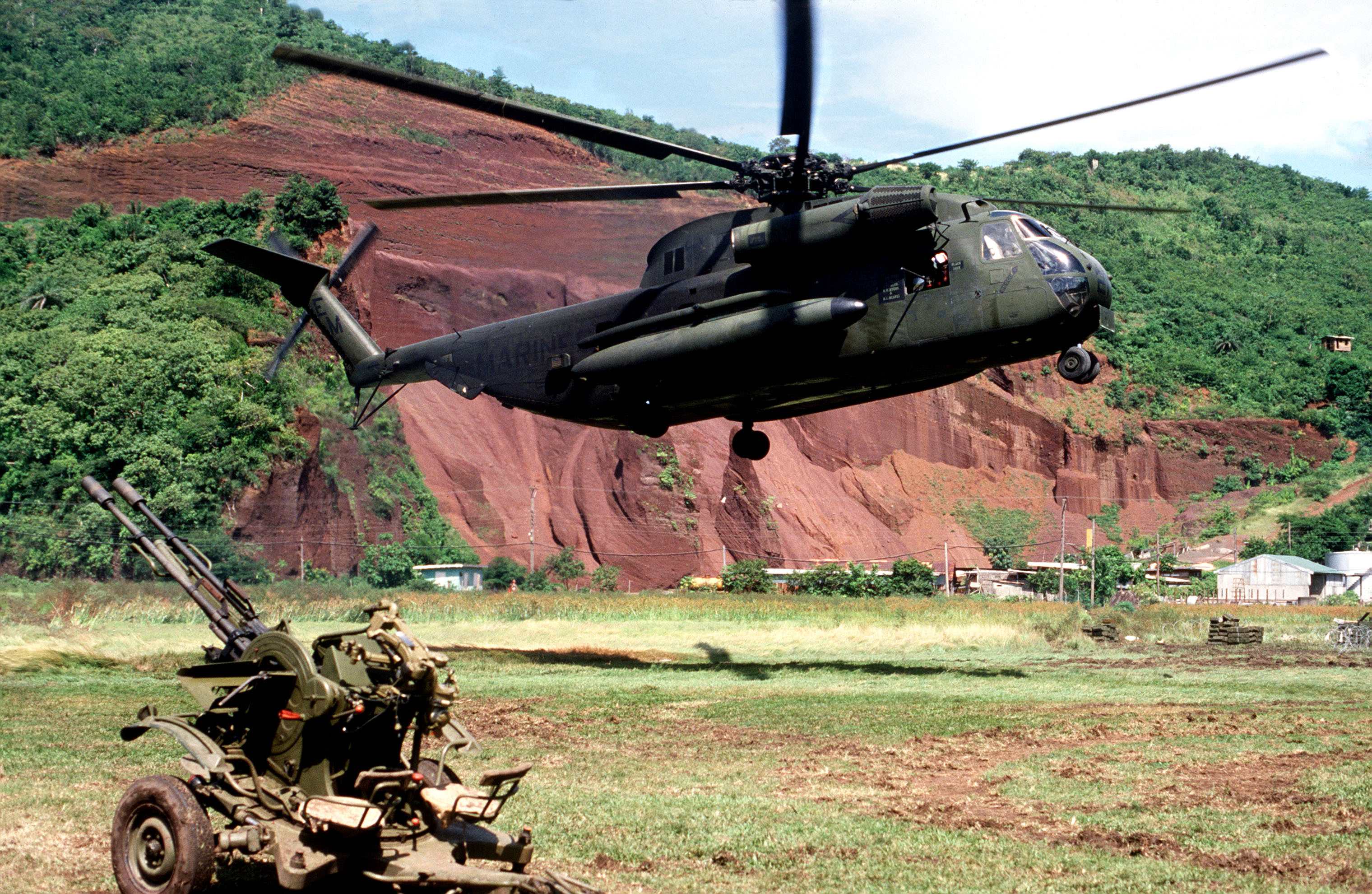
Vrtulník Sikorsky CH-53 Sea Stallion přistává v průběhu invaze poblíž protiletecké baterie sovětského typu ZU-23

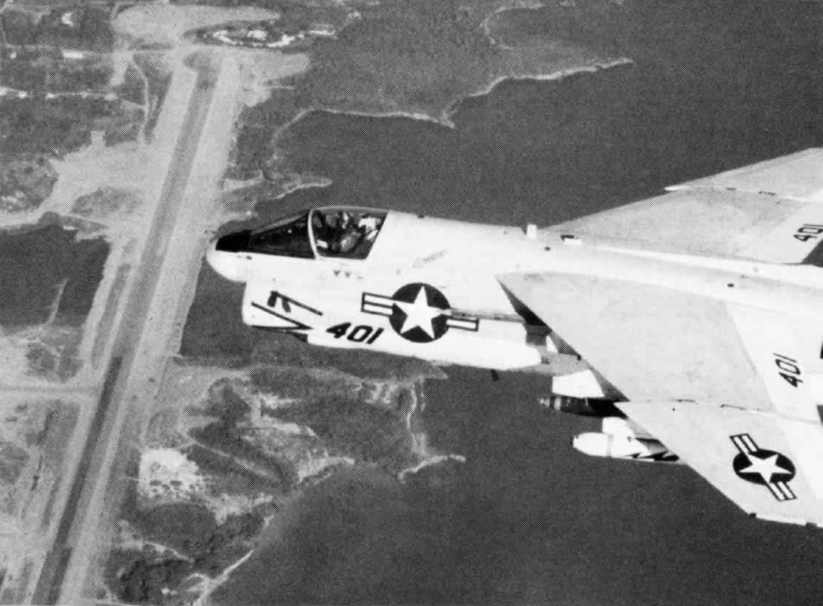
Útočný letoun Vought A-7E z letadlové lodě USS Independence nad letištěm v Point Salines

Ještě před začátkem invaze došlo 24. října k padákovému vysazení průzkumného týmu v rozsahu osmi příslušníků Navy SEALs na dvou nafukovacích člunech. Oba týmy byly vysazeny do moře přibližně třicet kilometrů od pobřeží, a to v bouřlivém počasí. Na břeh je měly dopravit dvě rybářské lodě. Než došlo k setkání, jeden z člunů se ve vysokých vlnách převrátil a všichni čtyři průzkumníci mající prozkoumat pláže poblíž Point Salinas utonuli. Druhý člun se podařilo i s vojáky vyzvednout. Než však mohli být vysazeni na břehu, došlo v lodi k zaplavení strojovny a zastavení motorů. Přesto se týmu podařilo proniknout až k pobřeží a provést průzkum, při němž bylo zjištěno, že pláž poblíž letiště Pearls není vhodná pro námořní výsadek. Díky tomu byl plán na obojživelný výsadek v těchto místech opuštěn.
První transportní vrtulníky s týmem Echo odstartovaly z výsadkové lodě Guam před rozedněním. V 5.00 místního času dosedly výsadkové vrtulníky na plochu letiště Pearls a okamžitě se ocitly pod palbou ručních zbraní obránců. Téměř 400 příslušníků jednotek námořní pěchoty provedlo výsadek a začalo se zakopávat. V tu samou dobu byl proveden výsadek týmu Fox byl do Grenville, kde se nesetkal s žádným odporem. Jak letiště Pearles, tak město Grenville se podařilo americkým jednotkám v krátké době ovládnout.
Naproti tomu výsadek Rangers směřující na Point Salinas se setkal s těžkou palbou. Kvůli závadě na navigačním zařízení výsadkového letounu došlo ke zpoždění a výsadek se uskutečnil až v 5.36 místního času. Obránci byli nejen ozbrojeni a varováni, ale z důvodu nastalého rozednění měli na výsadkové jednotky dobrý výhled. Zakopali se a jejich palebná postavení byla chráněna pytli s pískem. Aby nedošlo k ohrožení výsadkových letadel Lockheed C-130 Hercules, byli Rangers vysazeni z velmi malé výšky (150 m). Obránci proti útočícím jednotkám Rangers nasadili obrněné transportéry. Jejich palba byla umlčena až bitevními vrtulníky z USS Independence. Poté byli kubánští obránci obklíčeni a 250 jich bylo zajato. Po zajištění letiště kolem desáté hodiny začali příslušníci oddílů Rangers evakuovat 138 amerických studentů z koleje True Blue Univerzity sv. Jiří s cílem zajistit jejich ochranu. Problémy nastaly s evakuací více než 200 studentů z koleje Grand Anse, která se nacházela na pláži za pozicemi bránících se grenadských a kubánských jednotek. O tom, že jsou studenti rozděleni na dvou místech se vojáci dozvěděli až na místě.
Výsadek příslušníků jednotek SEAL do sídla generálního guvernéra sice osvobodil guvernéra s dalšími osobami, ale ocitl se v obklíčení oddílů PLA. Situace se navíc zhoršila poté, co PLA proti nim nasadila obrněné transportéry sovětské výroby vybavené těžkými kulomety. Pro boj s obrněnými jednotkami američtí vojáci nebyli vybaveni.
Další výsadek Rangers do Saint George’s, který měl město obsadit (a z vězení v Richard Hillu osvobodit vězněné členy vlády) a zajistit Fort Rupert a Fort Frederik, se kvůli těžké palbě k těmto objektům ani nedostal. Z šesti vrtulníků Sikorsky UH-60 Black Hawk byly dva sestřeleny palbou protileteckých kanónů z Fort Frederick. Zahynuly posádky obou vrtulníků a ještě dalších osm mužů z výsadku. Situace byla chaotická a nepřehledná. Ze zbývajících vrtulníků byl, pro nedostatek místa na přistání, výsadek proveden na lanech. Rangerům se podařilo na poslední chvíli zaujmout obranné postavení, neboť na místo výsadku dorazily oddíly PLA. Situace bránících se rangerů byla z důvodu ubývajícího střeliva špatná, když na místo dorazil bitevní vrtulník, který následně držel útočící příslušníky PLA v odstupu. Velení se proto rozhodlo obsadit město jiným způsobem. Odposlechem bylo zjištěno, že ve Fort Fredericku sídlí velitelství PLA. Velitel invaze Joseph Metcalf proto nařídil letecký úder proti této základně. Nálet byl následně v 15.35 proveden a základna byla zničena. Protože však pro naplánování útoku nebyl k dispozici přesný popis místa, zasažen byl i blízký ústav pro duševně choré, o jehož existenci američtí vojenští plánovači nevěděli. Zde zahynulo 18 pacientů.

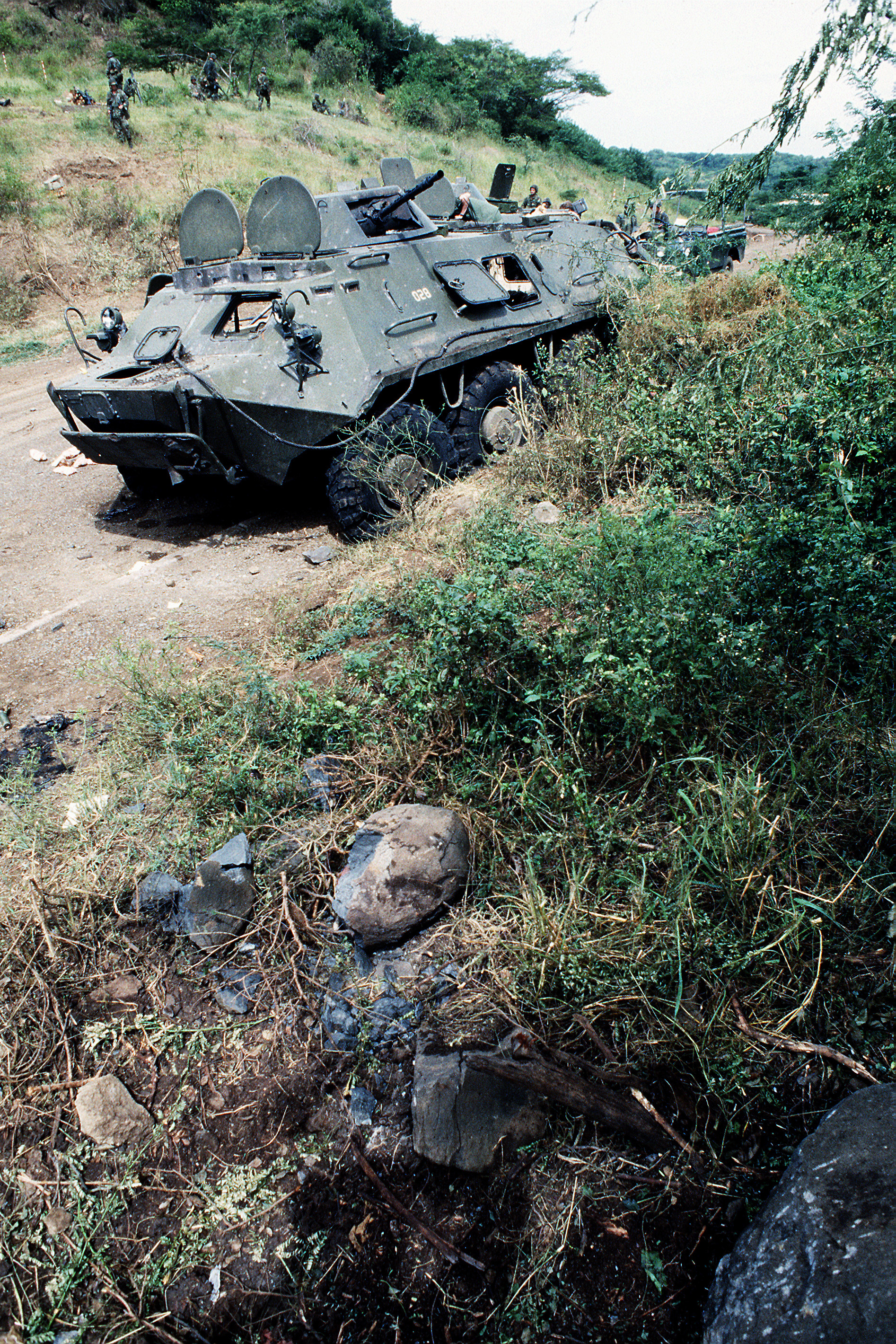
Obrněný transportér sovětské výroby BTR-60PB zničený příslušníky Rangers 25. října 1983 při obsazování kolejí True Blue

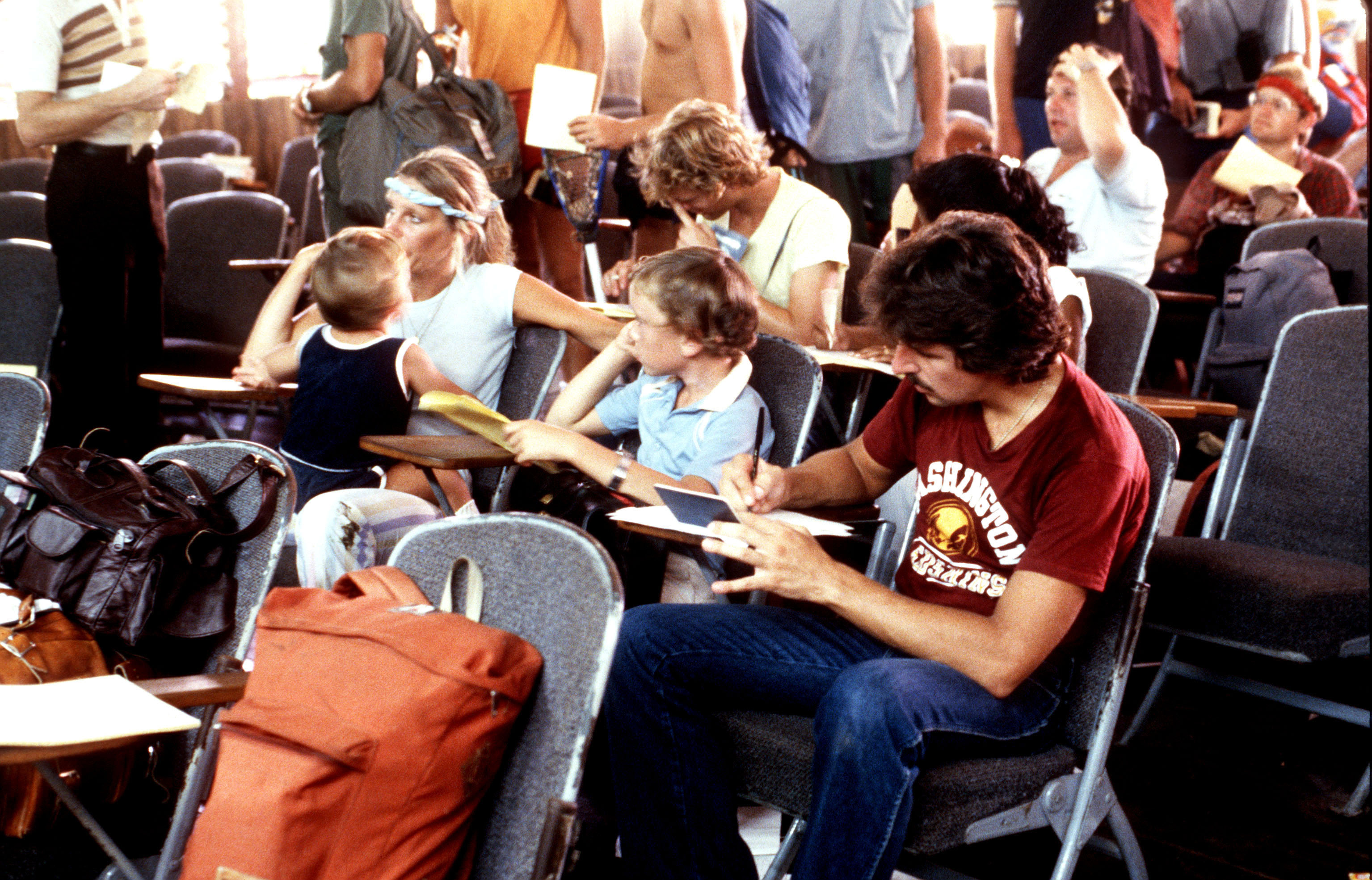
Američtí studenti čekající na evakuaci z Grenady

Do odpoledne 25. října se příslušníkům Rangers podařilo zajistit letiště v Point Salinas natolik, že zde mohla přistávat transportní letadla 82. vzdušné výsadkové divize s dalšími vojáky, těžkou technikou a materiálem (což se dělo po celou následující noc). Část rangerů mezi tím dále vytlačovala obránce od letiště.
Večer v 19.00 bylo na pláži u města Grand Mal vysazeno 13 obojživelných vozidel s příslušníky námořní pěchoty a 5 cisteren, neboť na původním místě (nedaleko města St. George’s) nebylo možné výsadek provést. Výsadek se připravoval na útok proti městu St. George’s a vyproštění příslušníků SEAL v guvernérově sídle.
Po prvním dnu bylo možno konstatovat, že výsledek zaostával za očekáváním; ostrov byl sice izolován a podařilo se zajistit letiště Pearls, ale část studentů byla stále mimo dosah amerických jednotek, v guvernérově sídle se stále bránil obklíčený výsadek příslušníků SEAL a vládní budovy v St. George’s byly stále v rukou obránců. Podle tvrzení amerických vojenských zdrojů byli obránci dobře připraveni a rozmístěni a kladli tak tuhý odpor, že plnou kontrolu nad ostrovem se americkým silám podařilo získat až 26. října pomocí převahy námořních a leteckých sil.
26. října ráno začaly jednotky námořní pěchoty vybavené obrněnými vozy obsazovat od Grand Mal výšiny nad St. George’s. V 7.12 vyprostily příslušníky SEALu z obklíčení a obsadily rezidenci guvernéra. Generální guvernér sir Paul Scoon s doprovodem byl nalezen bez zranění. Všichni byli v 10:00 následně vrtulníky přepraveni na vlajkovou loď Guam. Během dalších 10 hodin se příslušníkům námořního výsadku podařilo obsadit i pevnost Fort Frederick.
Do dalších bojů začali být zapojováni příslušníci 82. vzdušné výsadkové divize, kteří nahradili stahované oddíly Rangers. Během dne byla z Grenady evakuována část amerických studentů, přičemž další část byla stále v hotelu (sloužícím jako kolej) blokovaném jednotkami grenadské armády a Kubánci. Genmjr. Schwarzkopf proto předložil plán, podle kterého by byli příslušníci Rangers vysazeni z vrtulníků námořnictva za pozicemi obránců. Tento plán byl schválen, Rangers byli v 16:15 vysazeni na pláži Grand Anse. Po půlhodinové přestřelce se jim podařilo prostor zabezpečit a zajistit evakuaci 224 studentů prostřednictvím vrtulníků námořnictva. Ty následně všechny studenty přepravily na letiště Point Salinas, odkud Grenadu opustili. Během této akce bylo navíc zjištěno, že další studenti se nacházejí v Lance aux Epines, na poloostrově Prickly Bay na jihu ostrova.
27. října ráno dokončili příslušníci námořní pěchoty s podporou vrtulníků obklíčení města St. George's. V jejich rukou se postupně ocitly Fort Lucas, vězení Richmond Hill a další objekty. Příslušníci 82. vzdušné výsadkové divize začali postupovat směrem na sever a pronásledovali zbytky ustupujících oddílů PLA a Kubánců. Vrchní velení nařídilo Metlefovi zlikvidovat možný výcvikový tábor Kubánců v kasárnách Calivigny ležících východně od Point Salinas. Po patnácté hodině bylo zahájeno kombinované letecké a lodní bombardování těchto kasáren. Hodinu trvající ostřelování bylo předehrou pro vrtulníkový útok. V 16.45 začaly vrtulníky vysazovat příslušníky Rangers na přistávací ploše kasáren. Výsadek byl prováděn chaoticky a skončil katastrofou. Na malé přistávací ploše se srazily dva výsadkové vrtulníky, jejichž odletující části rotorů zasáhly asi 25 rangerů. Kasárna byla nalezena prázdná, přitom akce si vyžádala mrtvé a těžce zraněné. Ve 21 hodin byl objekt kasáren v amerických rukou.
Přestože se společné vedení snažilo oddělit bojové operace jednotek námořnictva a pozemního vojska, vyskytly se případy, kdy došlo k prolnutí obou bojových složek. Poté, co bylo námořnictvo požádáno pozemním vojskem o leteckou podporu, vyslalo velení několik bojových vrtulníků. Vzhledem k tomu, že komunikační kanály obou složek americké armády byly nekompatibilní, byly veškeré informace složitě předávány přes satelit. Kvůli tomu vrtulníky námořnictva omylem zaútočily na vlastní jednotky. Výsledkem bylo 17 zraněných amerických vojáků, z toho tři těžce.
28. října došlo k poklesu intenzity bojů. Bylo obsazeno hlavní město St. George's, kde byli příslušníci námořní pěchoty překvapeni radostí, s jakou je obyvatelé vítali. S jejich pomocí byli následně lokalizováni ukrývající se obránci. Další jednotky 82. výsadkové divize a příslušníci námořní pěchoty prováděli zajištění ostrova a likvidovali poslední ohniska odporu. Zároveň probíhalo rozsáhlé pátrání po vedoucích představitelích vojenské junty Hudsonu Austinovi, Bernardu Coardovi a dalších.
Z Lance aux Epines bylo evakuováno zbývajících 202 studentů (jejich celkový počet byl 564). Zodpovědnost za pořádek v hlavním městě postupně přebírali příslušníci CPF, zatímco příslušníci 82. výsadkové divize vyvíjeli činnost v horských oblastech.
Od 29. října do 2. listopadu bylo dokončeno zajištění prostoru ostrova a nepřátelství bylo 2. listopadu prohlášeno za ukončené. Strůjce puče proti Bishopovi Bernard Coard byl zajat společně s dalšími členy junty Leonem Cornwellem a Edwardem Laynem, následně byli internováni na USS Guam. Vrchní velitel armády a hlava vojenské vlády Hudson Austin zmizel. Zajatí příslušníci grenadské armády byli propuštěni.
Obavy velení z možnosti, že by v Grand Etans, horách centrální Grenady, mohl probíhat výcvik partyzánů, se nepotvrdily, stejně jako se ukázaly liché obavy ze zahájení partyzánské činnosti proti intervenčním jednotkám. Poslední bojovou akcí byla operace Duke. V rámci této akce se 1. listopadu v 5.30 na ostrově Carriacou vylodili při obojživelné operaci příslušníci námořní pěchoty s cílem likvidovat možná ohniska odporu. Během tří hodin bylo zajato 17 příslušníků grenadské armády a větší množství zbraní a techniky, nebyl ale zajištěn ani jeden Kubánec.

## Sestava amerických jednotek

### Pozemní jednotky
- 22. prapor námořní pěchoty
- 82. vzdušná výsadková divize (zkráceně se o nich hovoří jako o výsadkářích)[42]
- 75. regiment Rangers (1. a 2. prapor)
- SEAL - oddíly průzkumu a zvláštních operací[43]
- 60. pěší pluk US Army
- 27. ženijní prapor

- 21. squadrona taktické letecké podpory

Bojů se dále účastnily další podpůrné a transportní letecké jednotky americké armády

### Námořnictvo

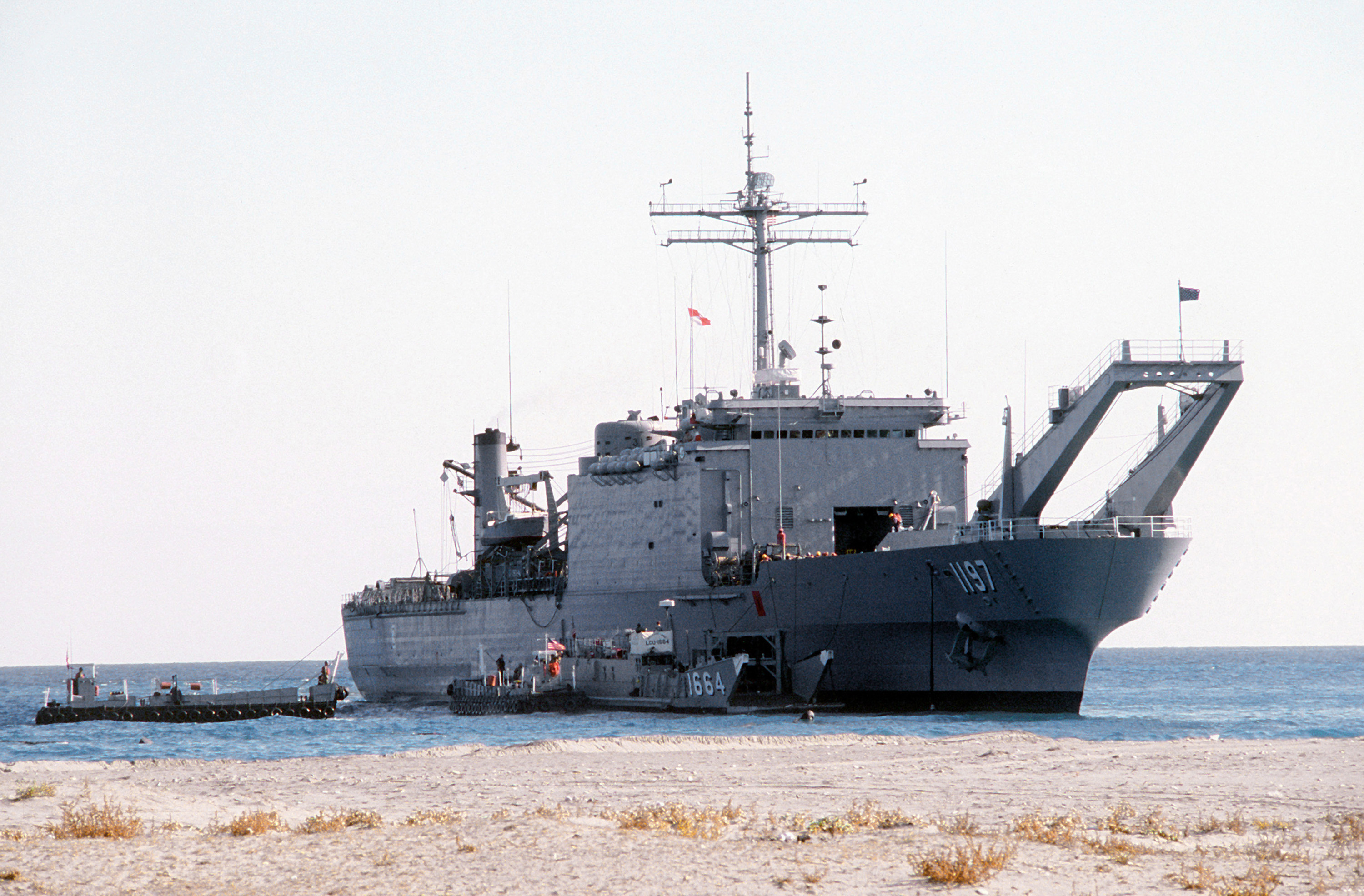
Tanková výsadková loď Barnstable County

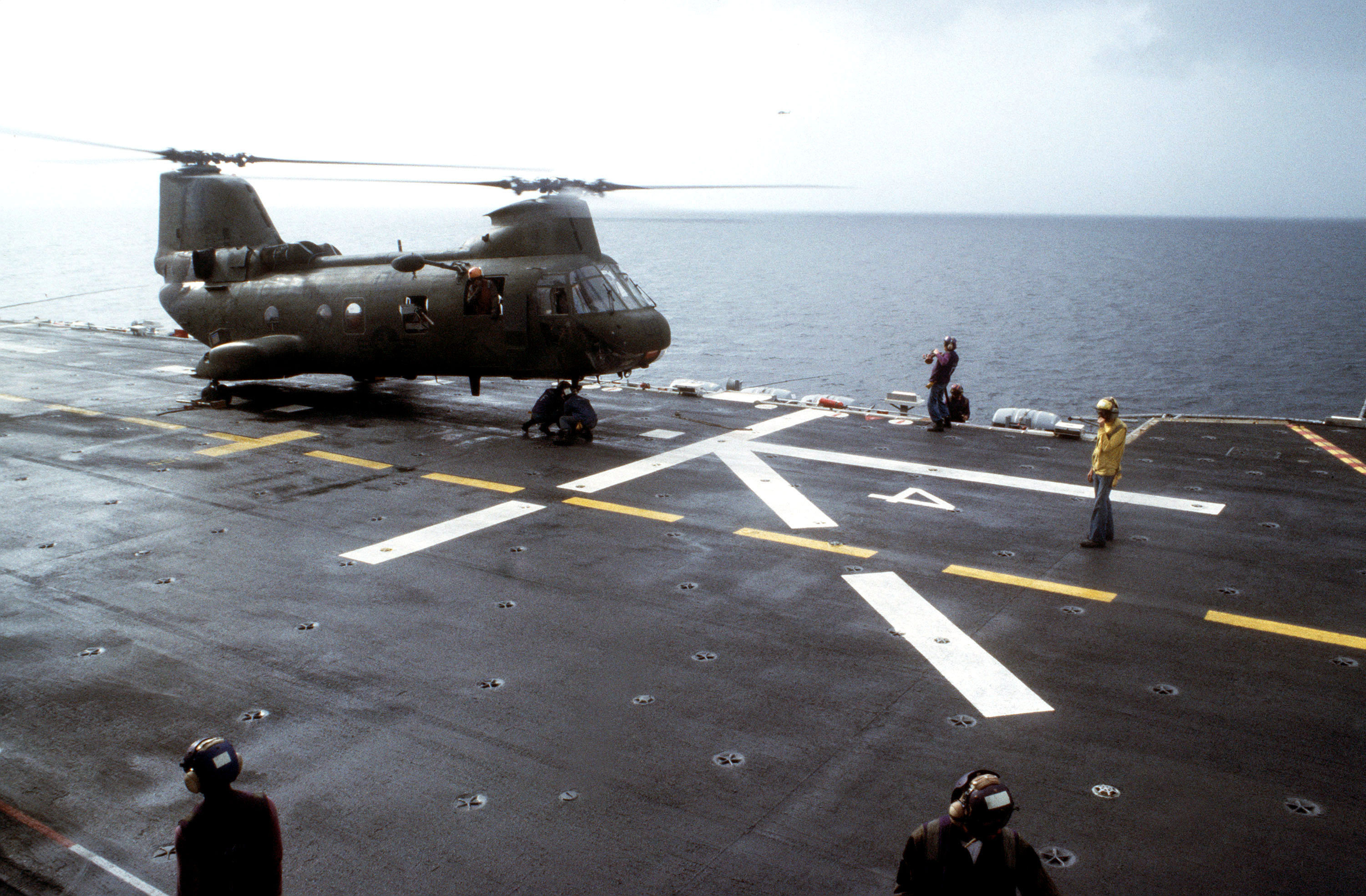
Vrtulník CH-46 perutě HMM-261 startuje z výsadkové lodě Guam ke Grenadě

- Výsadková skupina: USS Guam (LPH-9) (vlajková), USS Barnstable County (LST-1197), USS Manitowoc (LST-1180), USS Fort Snelling (LSD-30), USS Trenton (LPD-14)
- Independence Task Group: USS Independence (CV-62), USS Richmond K. Turner (CG-20), USS Coontz (DDG-40), USS Caron (DD-970), USS Moosbrugger (DD-980), USS Clifton Sprague (FFG-16), USS Suribachi (AE-21)

## Karibské mírové síly
Kromě amerických jednotek se invaze účastnili i příslušníci Karibských mírových sil (CPF). Tyto síly byly tvořeny příslušníky armád Barbadosu (50 vojáků), Jamajky (150 vojáků) a bezpečnostní jednotkou OECS (100 policistů). Ti však při samotné invazi neměli podle plánů invaze plnit aktivní roli a nebyli ani integrováni do amerických sil. Jejich úkolem bylo přebírat od amerických jednotek zajatce a ty střežit a dále potom přebírat od americké armády odpovědnost za ostrahu důležitých objektů, jako je sídlo vlády, velení policie, věznice Richmond Hill a objektu rozhlasu.
Po ukončení bojů a stažení intervenčních jednotek zůstali příslušníci CPF na Grenadě až do roku 1985 a plnili úkoly policejní služby.
Spíše než na vojenském poli spočívala důležitost jednotek CPF v oblasti diplomatické; jejich přítomnost pomohla přesvědčit veřejnost jak ve světě, tak v USA, že se jednalo o mnohonárodnostní síly, které invazi provedly.

### Zahraniční vojáci
Kromě příslušníků grenadských ozbrojených sil se s americkými jednotkami střetli i Kubánci, o jejichž přítomnosti a činnosti se vedou spory. Podle některých zdrojů se jednalo pouze o dělníky, kteří buď byli přímo ozbrojeni osobními zbraněmi, či se chopili zbraní. Podle jiných tvrzení (zejména ze strany americké armády) se jednalo o příslušníky kubánských zvláštních jednotek, kteří nebyli zformováni do jednotek a na ostrově prováděli výcvik. Toto tvrzení se opírá především o zjištění, že dokázali klást silný a dobře organizovaný odpor útočícím jednotkám. Pozdější výslechy zajatých Kubánců prokázaly, že řada z nich byli veteráni, kteří bojovali v Etiopii a Angole.
Kromě toho se v zemi údajně nacházelo asi 60 poradců ze SSSR, Severní Koreje, NDR, Bulharska a Libye (podle tvrzení amerického novináře Boba Woodwarda se jednalo o akreditované diplomaty a jejich rodinné příslušníky). Podle jiných (armádních) tvrzení se jednalo vesměs o vojenské poradce. Nikdo z nich se bojů nezúčastnil.

## Ztráty
Výčet ztrát obou stran se u jednotlivých zdrojů liší:
- americké ozbrojené síly ztratily 18 mužů[48] (19 mužů),[49] 116 jich bylo zraněno[46]
- grenadských vojáků bylo zabito 45 a 337 jich bylo zraněno[49][50]
- Kubánců zahynulo 25 (případně 29),[49] 59 jich bylo zraněno a 638 zajato[50]

## Právní nedostatky invaze
Samotná invaze se již od počátku dostala do konfliktu jak s mezinárodním, tak s americkým právem. Podle mezinárodního práva byly Spojené státy povinny podle čl. 51 Charty OSN informovat o invazi Radu bezpečnosti OSN. Jako signatáři Smlouvy z Ria byly dále Spojené státy povinny informovat i signatářské země této smlouvy o důvodech invaze. Protože byla Grenada součástí Britského společenství, měla být požádána o pomoc či alespoň souhlas vláda Spojeného království. Nic z toho vláda Spojených států neučinila.
Podle amerického práva měl být o invazi předem informován předseda amerického Kongresu. Pokud by to nebylo možné učinit s předstihem, mělo se tak stát nejpozději 48 hodin po začátku války. Ani toto nebylo učiněno.
Ministerstvo obrany USA se později hájilo tím, že podle čl. 52 Charty OSN a čl. 22 stanov Organizace amerických států (OAS) nemusejí organizace jako OECS (pod jejíž hlavičkou byla údajně invaze vedena) podmínku o předání informací splňovat, pokud jednají s cílem zachování míru a bezpečnosti.

## Reakce ve Spojených státech
25. října, ve večerních hodinách se moderátor televizního zpravodajského pořadu Nightline Ted Koppel v telefonickém rozhovoru s americkými studenty na Grenadě dozvěděl, že jsou v bezpečí a nemají pocit, že by jejich životy byly v nebezpečí. Následující den v telefonickém rozhovoru již sdělili, že jsou za invazi vděční a námořnictvo jim pravděpodobně zachránilo život.
Měsíc po invazi napsal časopis Time, že invaze měla širokou podporu veřejnosti. Většina členů studijní skupiny amerického Kongresu došla k závěru, že invaze byla oprávněná, neboť hrozilo, že američtí studenti na Grenadě mohli být vzati jako rukojmí, jako se to stalo americkým diplomatům v Íránu v roce 1979. Menší část skupiny ale dospěla k opačnému názoru. Kongresman Louis Stokes prohlásil, že ani jeden americký státní příslušník nebyl na Grenadě v nebezpečí či vzat za rukojmí. Zároveň někteří kongresmani obvinili americkou vládu v čele s prezidentem Reaganem, že zahájením invaze obešla Kongres, který jako jediný má právo vyhlásit cizí zemi válku. Následně 11 kongresmanů podalo žalobu na R. Reagana, ve které zpochybnili ústavnost invaze na Grenadu. Okresní soud, který spor projednával, odmítl v této věci rozhodnout. Odvolací soud poté rozhodl, že žaloba je z důvodu ukončení invaze bezpředmětná.

## Mezinárodní reakce

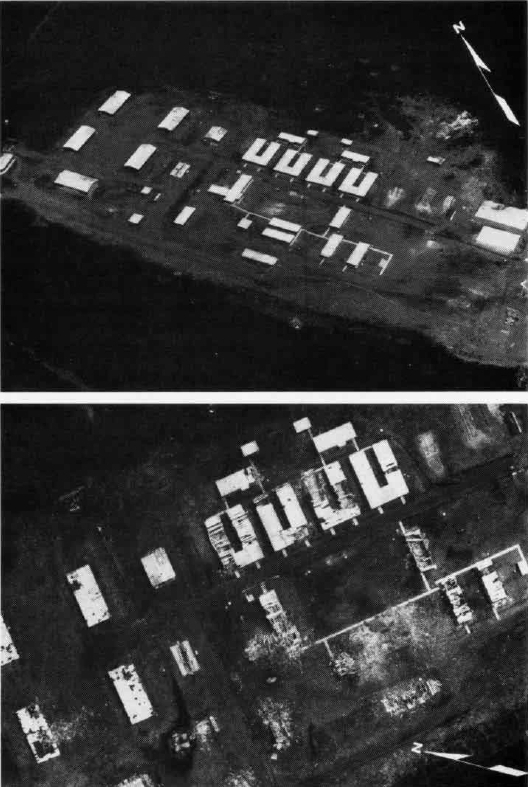
Kasárna Calivigny před bombardováním a po bombardování

Následně po invazi přijalo Valné shromáždění OSN poměrem 108 hlasů proti 9 (27 se zdrželo) rezoluci Valného shromáždění č. 38/7, ve které byla vyjádřena hluboká lítost nad ozbrojenou intervencí na Grenadě, která představuje zjevné porušení mezinárodního práva, nezávislosti, svrchovanosti a územní celistvosti daného státu. Čínská vláda nazvala americkou intervenci aktem hegemonismu. Vláda SSSR uvedla, že invaze porušila mezinárodní právo, a že žádný malý národ, který nechce žít podle amerických představ není v bezpečí. Podle některých států se USA vrátily do éry barbarství. Podobné poselství jako na VS OSN bylo projednáváno v Radě bezpečnosti OSN. Přestože se toto usnesení těšilo velké podpoře, bylo nakonec Spojenými státy vetováno. Proti invazi se vyslovilo také Evropské společenství (ES). Ve své reakci ES konstatovalo, že měla být preferována ekonomická pomoc levicové vládě, která by vedla k jejímu posunu k umírněné levici.
Proti invazi na Grenadu, která je součástí Commonwealthu, se postavily i vlády Spojeného království, Trinidadu a Tobaga a Kanady. Proti invazi se osobně postavila i britská ministerská předsedkyně Margaret Thatcherová. V rámci zachování transatlantických vazeb se ale jednalo pouze o protesty verbální. Ministr zahraničí britské vlády popřel, že by měl informace o invazi ještě před jejím začátkem. Jak později přiznal americký prezident Reagan, britskou ministerskou předsedkyni o záměru provést invazi na Grenadu informoval, ta ji však opakovaně odmítala.
Reagan zároveň přiznal, že v době, kdy Thatcherové informace poskytoval, přípravy na invazi již probíhaly.
Po průzkumu veřejného mínění provedeného nezávislou firmou po invazi bylo zjištěno, že 87 % Grenaďanů považovalo invazi za dobrou věc, 3 % nevěřila v oprávněnost zásahu. V USA invazi podpořilo 63 % obyvatelstva.

## Výsledky invaze
Po americkém vítězství sestavil generální guvernér Paul Scoon poradní sbor, mající vládnout až do sestavení vlády vzešlé z demokratických voleb. Americké jednotky se z Grenady stáhly do 15. prosince 1983. Na ostrově zůstala pouze vojenská policie, zvláštní jednotky a specialisté vojenské zpravodajské služby. K znovuzahájení provozu škol a obchodů došlo již krátce po ukončení všech operací začátkem listopadu.Strůjce puče proti Bishopovi Bernard Coard byl odsouzen k trestu smrti, který mu byl posléze změněn na doživotní trest. Propuštěn byl se zbytkem pučistů v roce 2009.
Výsledkem invaze bylo vítězství amerických sil a jejich karibských spojenců. Výsledek byl vnímán jako jasný signál Kubě a Sovětskému svazu, že USA nebudou tolerovat tzv. vývoz revoluce do zemí střední Ameriky. Díky vítězství invaze zároveň stoupla i popularita prezidenta Reagana.
V roce 1984 byly uspořádány na Grenadě demokratické volby a prezidentem se stal Herbert Blaize. V roce 2009 bylo letiště v Point Salinas přejmenováno na letiště Maurice Bishopa.

### Kritika
Přestože výsledkem invaze bylo vítězství, byly konstatovány hrubé nedostatky ve způsobu vedení bojů a především v plánování operace. Za nejdůležitější problém bylo považováno selhání zpravodajských služeb, zejména vojenských. Protiletecké zbraně a těžká technika (sovětská obrněná vozidla) byly pro útočící jednotky překvapením. Jednotkám Rangers, které měly zajistit ochranu amerických studentů nebylo ani sděleno, že se tito nacházejí na různých místech.
Dalším problémem se ukázalo radiové spojení. V používání frekvencí vládl chaos, což ve výsledku znamenalo, že nebylo možné koordinovat jednotky útočící na severu a jihu. Také kartografická příprava selhala. Velitelé útočících jednotek dostali narychlo vyrobené mapy, na kterých byly cíle zakresleny rukou a v některých případech byla jejich poloha určena pouze odhadem.
Problémy byly i s kompetenčními spory mezi velením námořnictva a pozemních jednotek a roztržka s tiskem.

## Invaze na Grenadu vkultuře
- Upravenou verzi invaze podává film Bojové nasazení Clinta Eastwooda.[62]